# Elezioni presidenziali nelle Filippine del 2004
Le elezioni presidenziali nelle Filippine del 2004 si tennero il 10 maggio.

## Risultati

### Elezione del Presidente
| Candidati               | Partiti                                                      | Voti       | %     |
| ----------------------- | ------------------------------------------------------------ | ---------- | ----- |
| Gloria Macapagal-Arroyo | Lakas-CMD                                                    | 12 905 808 | 39,99 |
| Fernando Poe Jr         | Coalizione dei Filippini Uniti (PDP-Laban - PMP - Fraz. LDP) | 11 782 232 | 36,51 |
| Panfilo Lacson          | Lotta dei Filippini Democratici (Fraz.)                      | 3 510 080  | 10,88 |
| Raúl Roco               | Azione Democratica                                           | 2 082 762  | 6,45  |
| Eddie Villanueva        | Bangon Pilipinas                                             | 1 988 218  | 6,16  |
| Totale                  | Totale                                                       | 32 269 100 | 100   |

### Elezione del Vicepresidente
| Candidati       | Partiti                                                      | Voti       | %     |
| --------------- | ------------------------------------------------------------ | ---------- | ----- |
| Noli de Castro  | Indipendente                                                 | 15 100 431 | 49,80 |
| Loren Legarda   | Coalizione dei Filippini Uniti (PDP-Laban - PMP - Fraz. LDP) | 14 218 709 | 46,89 |
| Herminio Aquino | Azione Democratica                                           | 981 500    | 3,24  |
| Rodolfo Pajo    | Partido Isang Bansa, Isang Diwa                              | 22 244     | 0,07  |
| Totale          | Totale                                                       | 30 322 884 | 100   |